# 魏锐
魏銳，1989年6月28日出生於河南周口市，是中國大陸散打跆拳道選手。來自大東鄉的戰鬥俱樂部。

## 比賽成績
2011年，在第二屆深圳（國際）自由搏擊大擂台賽上，魏銳用2010年“王中王”的資格迎戰挑戰者，戰勝本屆賽事的無差別級冠軍鄧志鎮，衛冕成功。
2017年2月25日，K-1世界GP輕量級冠軍。截至2020年8月1日，他被Combat Press評為世界第8名羽量級。